# Greeley Estates
Greeley Estates es una banda cristiana de metalcore de Phoenix (Arizona) formada en 2002.

## Miembros

### Miembros actuales
- Ryan Zimmerman - voz principal (2002–presente)
- David Ludlow - guitarras (2010–presente); bajo (2009–2010); teclados, coros (2007–presente)
- Chris Julian - batería (2009–presente)
- Kyle Koelsch - bajo (2010–presente)

### Exmiembros
- Brandon Hackenson - guitarras, teclados, coros (2002–2014)
- Dallas Smith - guitarras (2002-2007)
- Alex Torres - guitarras (2007-2010)
- Jared Wallace - bajo (2002-2004)
- Josh Applebach - bajo (2004-2007)
- Bradley Murray  - bajo, coros (2007)
- Joshua "Fergz" Ferguson - bajo, voz (2007-2008)
- Tyler Smith - bajo, voz (2008)
- David Hubbard - batería (2003-2004)
- Mike Coburn - batería (2002-2003)
- Brian Champ - batería (2004-2009)
- John Carpenter - batería (2001-2002)

## Discografía

### LP
- Outside of This (2004)
- Far From the Lies (2006)
- Go West Young Man, Let The Evil Go East (2008)
- No Rain, No Rainbow (2010)

### EP
- Caveat Emptor (2005)
- The Narrow Road (2012)

### DVD
- The Death of Greeley Estates (2005)

### Sencillos
- Outside of This (2006)
- Life Is A Garden (2006)
- Secret (2007)
- Blue Morning (2008)

- Datos: Q968570